# Color Theory Presents Depeche Mode
Color Theory Presents Depeche Mode - to trzeci album tribute wydany przez 11th Records, dnia 25 listopada 2003.

## Lista utworów
1. "I Want You Now" 3'33"
2. "Sister of Night" 6'36"
3. "It Doesn't Matter" 4'11"
4. "Sweetest Perfection" 5'13"
5. "Here is the House" 4'55"
6. "I Am You" 4'10"
7. "World Full of Nothing" 4'52"
8. "Surrender" 4'17"
9. "But Not Tonight" 3'44"
10. "One Caress" 5'11"
11. "Leave in Silence" 6'35"
12. "Ponytail Girl" 4'18"